# На ножах (фильм)
«На ножа́х» — российский многосерийный телевизионный художественный фильм, поставленный режиссёром Александром Орловым по одноимённому роману Н. С. Лескова и вышедший на экраны в 1998 году.

## Сюжет
В тихий провинциальный городок после политической ссылки возвращается нигилист Иосаф Висленёв, вместе с которым прибывает и его приятель Павел Горданов, вызванный письмом своей прежней возлюбленной Глафиры Бодростиной. Бодростина, будучи замужем за богатым помещиком, желает с помощью Горданова избавиться от своего пожилого мужа и получить его деньги. Горданов и Висленёв сталкиваются с теми, кто олицетворяет патриархальный уклад жизни русской провинции — семейством отставного майора Форова, семейством генерала Синтянина, помещиком Подозёровым, влюблённым в сестру Висленёва Ларису, местным священником-философом отцом Евангелом, чудаковатым «чёрным барином» Водопьяновым. В конечном итоге реализация замысла Бодростиной по устранению её мужа приводит к разрушению этого патриархального мира. Однако вместе с ним гибнут — физически и духовно — также и те, для кого нигилизм стал синонимом преступной вседозволенности на пути достижения своих корыстных целей.

## Литературная основа

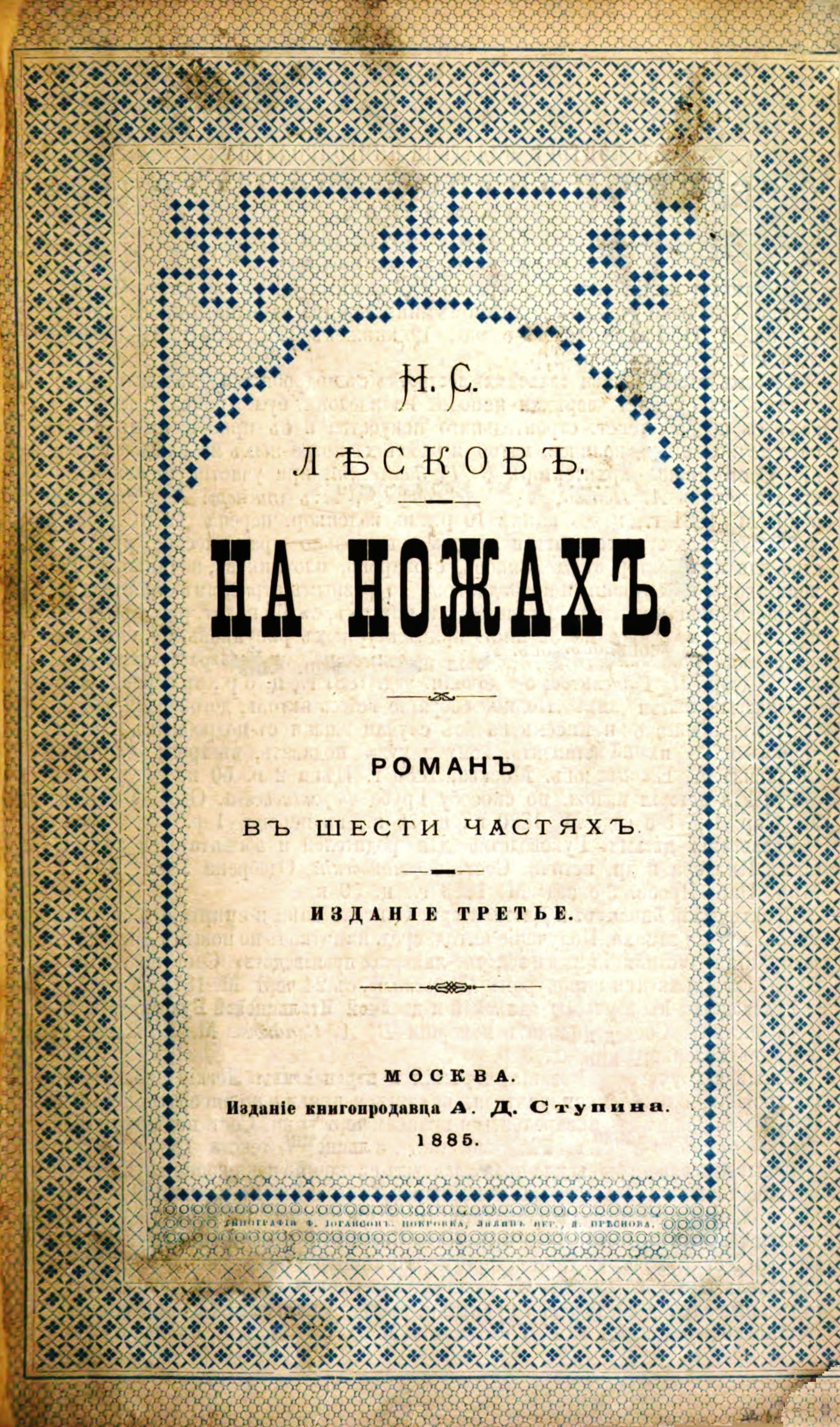
На ножах. Издание 1885 года

Роман «На ножах» был опубликован Н. С. Лесковым в 1870—1871 годах и обычно не относится к числу лучших произведений писателя, что признавали как его современники, так и сам Лесков. Основной посыл романа состоял в жёсткой критике русского нигилизма, потворствующего, по мнению автора, преступным и безнравственным личностям.
Первая экранизация романа была осуществлена в 1915 году Александром Пантелеевым.

## В ролях
- Елена Майорова — Глафира Васильевна Бодростина
- Николай Добрынин — Павел Николаевич Горданов, нигилист
- Сергей Виноградов — Иосаф (Жозеф) Платонович Висленёв, нигилист, приятель Горданова
- Ольга Дроздова — Лариса Платоновна Висленёва, сестра Иосафа
- Ирина Розанова — Александра Ивановна Синтянина, генеральша
- Сергей Тарамаев — Андрей Иванович Подозёров, помещик
- Владимир Иванов — отставной майор Филетёр Иванович Форов, дядя Висленёвых
- Алла Будницкая — Катерина Астафьевна, жена майора Форова, тётушка Висленёвых
- Станислав Ростоцкий — генерал Иван Демьянович Синтянин, муж Александры
- Елена Масюкова — Вера, дочь генерала Синтянина от первого брака
- Александр Феклистов — отец Евангел
- Игорь Горбачёв — Михаил Андреевич Бодростин, помещик, муж Глафиры
- Евгений Парамонов — Генрих Иванович Ропшин, секретарь Бодростина
- Дмитрий Назаров — Светозар Владенович Водопьянов, помещик, «чёрный барин»
- Валерий Баринов — Пёрушкин/Ворошилов, полицейский агент
- Алексей Миронов — Сид (Сидор), бывший крепостной Бодростина

Озвучивание
- Анна Гуляренко — Глафира Бодростина (персонаж Елены Майоровой, которая погибла до выхода фильма)

## Награды
- 1999 — Специальный диплом Союза кинематографистов России на фестивале игровых телефильмов «Горное эхо» Ольге Дроздовой за роль Ларисы Висленёвой